# 눈물을 감추고
"눈물을 감추고"는 1969년 공개된 대한민국의 영화이다.

## 배역
- 신영균
- 문희
- 전계현
- 박암
- 한은진
- 황정순
- 이경희
- 안인숙
- 강계식